# The Jamaican Episode
| Críticas profissionais | Críticas profissionais |
| Avaliações da crítica  | Avaliações da crítica  |
| Fonte                  | Avaliação              |
| ---------------------- | ---------------------- |
| AllMusic               | [ 1 ]                  |
| Amazon                 | [ 2 ]                  |

"The Jamaican Episode" é um álbum de vídeo do rapper estadunidense Snoop Dogg. No vídeo estão presentes os maiores sucessos da carreira do artista lançados entre 1992 e 2001.

## Gravação
O show no qual o álbum foi gravado ocorreu em 4 de agosto de 2001, durante uma apresentação de Snoop no festival Reggae Sumfest, que ocorre anualmente na Jamaica.

## Lançamento e recepção
O DVD foi lançado oficialmente em 2009, pela editora discográfica Charly Records, e recebeu três estrelas de cinco possíveis dos críticos dos sites Amazon e AllMusic.

## Faixas
| Disco 1 |                                                          |         |  |
| N.º     | Título                                                   | Duração |  |
| 1.      | "Murder Was the Case (Death After Visualising Eternity)" | 2:23    |  |
| 2.      | "Tha Shiznit"                                            | 2:08    |  |
| 3.      | "Still a 'G' Thang"                                      | 1:59    |  |
| 4.      | "Wrong Idea"                                             | 3:15    |  |
| 5.      | "Deep Cover"                                             | 1:27    |  |
| 6.      | "Nuthin' But a 'G' Thang"                                | 1:14    |  |
| 7.      | "Bitch Please"                                           | 0:53    |  |
| 8.      | "2 of America's Most Wanted"                             | 2:11    |  |
| 9.      | "Serial Killa"                                           | 2:30    |  |
| 10.     | "Ain't No Fun (If the Homies Can't Have None)"           | 3:16    |  |
| 11.     | "Lodi Dodi"                                              | 3:29    |  |
| 12.     | "The Next Episode"                                       | 1:11    |  |
| 13.     | "Pump, Pump"                                             | 2:30    |  |
| 14.     | "Lay Low"                                                | 2:29    |  |
| 15.     | "Gin and Juice"                                          | 4:04    |  |
| 16.     | "Snoop Dogg (What's My Name Pt. 2)"                      | 4:04    |  |
| 17.     | "Who Am I? (What's My Name?)"                            | 6:53    |  |

| Disco 2 |                                                          |         |  |
| N.º     | Título                                                   | Duração |  |
| 1.      | "Murder Was the Case (Death After Visualising Eternity)" | 2:23    |  |
| 2.      | "Tha Shiznit"                                            | 2:08    |  |
| 3.      | "Still a 'G' Thang"                                      | 1:59    |  |
| 4.      | "Wrong Idea"                                             | 3:15    |  |
| 5.      | "Deep Cover"                                             | 1:27    |  |
| 6.      | "Nuthin' But a 'G' Thang"                                | 1:14    |  |
| 7.      | "Bitch Please"                                           | 0:53    |  |
| 8.      | "2 of America's Most Wanted"                             | 2:11    |  |
| 9.      | "Serial Killa"                                           | 2:30    |  |
| 10.     | "Ain't No Fun (If the Homies Can't Have None)"           | 3:16    |  |
| 11.     | "Lodi Dodi"                                              | 3:29    |  |
| 12.     | "The Next Episode"                                       | 1:11    |  |
| 13.     | "Pump, Pump"                                             | 2:30    |  |
| 14.     | "Lay Low"                                                | 2:29    |  |
| 15.     | "Gin and Juice"                                          | 4:04    |  |
| 16.     | "Snoop Dogg (What's My Name Pt. 2)"                      | 4:04    |  |
| 17.     | "Who Am I? (What's My Name?)"                            | 6:53    |  |

## Créditos
- Sarah Georgi - Gráfica
- Kurupt - Compositor
- Snoop Dogg - Artista principal
- Jean Luc Young - Produtor executivo